# Lista di borse valori
Lista delle borse valori mondiali.
In tabella la lista delle 20 maggiori borse valori; in elenco le liste di altre borse valori per macroregione; tutti i dati sono estratti dal sito web della Federazione Mondiale delle Borse (World Federation of Exchanges – WFE).

## Lista maggiori
| #  | Nome                             | Zona economica | Sede                                                         | Capitalizzazione azionaria (mensile, in miliardi USD) |
| -- | -------------------------------- | -------------- | ------------------------------------------------------------ | ----------------------------------------------------- |
| 1  | NYSE                             | Stati Uniti    | New York                                                     | 25,85                                                 |
| 2  | NASDAQ                           | Stati Uniti    | New York                                                     | 17,36                                                 |
| 3  | Shanghai Stock Exchange          | Cina           | Shanghai                                                     | 7,37                                                  |
| 4  | Euronext                         | Unione europea | Amsterdam, Bruxelles, Dublino, Lisbona, Milano, Oslo, Parigi | 6,41                                                  |
| 5  | Shenzhen Stock Exchange          | Cina           | Shenzhen                                                     | 5,28                                                  |
| 6  | Japan Exchange Group             | Giappone       | Tokyo                                                        | 5,16                                                  |
| 7  | Hong Kong Stock Exchange         | Hong Kong      | Hong Kong                                                    | 4,97                                                  |
| 8  | London Stock Exchange Group      | Regno Unito    | Londra                                                       | 3,07                                                  |
| 9  | National Stock Exchange of India | India          | Mumbai                                                       | 3,06                                                  |
| 10 | Saudi Stock Exchange             | Arabia Saudita | Riad                                                         | 3,05                                                  |
| 11 | TMX Group                        | Canada         | Toronto                                                      | 2,85                                                  |
| 12 | SIX Swiss Exchange               | Svizzera       | Zurigo                                                       | 1,8                                                   |
| 13 | Deutsche Börse                   | Germania       | Francoforte                                                  | 1,75                                                  |
| 14 | Nasdaq Nordic Exchanges          | Unione europea | Stoccolma                                                    | 1,74                                                  |
| 15 | Korea Exchange                   | Corea del Sud  | Seul                                                         | 1,67                                                  |
| 16 | Australian Securities Exchange   | Australia      | Sydney                                                       | 1,6                                                   |
| 17 | Borsa di Taiwan                  | Taiwan         | Taipei                                                       | 1,55                                                  |
| 18 |                                  |                |                                                              | 1,35                                                  |
| 19 | Johannesburg Stock Exchange      | Sudafrica      | Johannesburg                                                 | 1,1                                                   |
| 20 | B3                               | Brasile        | São Paulo                                                    | 0,87                                                  |
| #  | Nome                             | Zona economica | Sede                                                         | Capitalizzazione azionaria (mensile, in miliardi USD) |

## Borse valori dell'America settentrionale, centrale e meridionale
Lista delle borse valori in America:
1. Barbados – Barbados Stock Exchange
2. Bermuda – Bermuda Stock Exchange
3. Bolivia - Bolivian Stock Exchange
4. Brasile – Bovespa
5. Argentina – Bolsa de Comercio de Buenos Aires
6. Cile – Bolsa de Comercio de Santiago
7. Colombia – Bolsa de Valores de Colombia
8. Perù – Bolsa de Valores de Lima
9. Panama – Bolsa de Valores de Panama
10. Messico – Bolsa Mexicana de Valores
11. Costa Rica – Bolsa Nacional de Valores
12. Stati Uniti – Nasdaq - US
13. Stati Uniti – NYSE
14. Canada – TMX Group[5]

## Lista APAC
Lista delle borse valori in APAC (Asia e Oceania):
1. Australia – Australian Securities Exchange
2. India – BSE India Limited
3. Malaysia – Bursa Malaysia
4. Bangladesh – Borsa valori di Chittagong
5. Sri Lanka – Colombo Stock Exchange
6. Bangladesh – Dhaka Stock Exchange
7. Vietnam – Borsa di Hanoi
8. Vietnam – Borsa di Ho Chi Minh
9. Hong Kong – Hong Kong Exchanges and Clearing
10. Indonesia – Indonesia Stock Exchange
11. Giappone – Japan Exchange Group Inc.
12. Corea del Sud – Korea Exchange
13. India – National Stock Exchange of India Limited
14. Nuova Zelanda – NZX Limited
15. Filippine – Philippine Stock Exchange
16. Cina – Shanghai Stock Exchange
17. Cina – Shenzhen Stock Exchange
18. Singapore – Singapore Exchange
19. Australia – Sydney Stock Exchange
20. Taiwan – Taipei Exchange
21. Taiwan – Borsa di Taiwan
22. Thailandia – The Stock Exchange of Thailand
23. Laos – Laos Securities Exchange
24. Cambogia - Cambodia Securities Exchange

## Lista EMEA
Lista delle borse valori in EMEA (Europa, Africa e Medio Oriente):
1. Emirati Arabi Uniti – Abu Dhabi Securities Exchange
2. Giordania – Amman Stock Exchange
3. Grecia – Athens Stock Exchange (ATHEX)
4. Bahrein – Bahrain Bourse
5. Libano – Beirut Stock Exchange
6. Bielorussia – Belarusian Currency and Stock Exchange
7. Spagna – BME Spanish Exchanges
8. Turchia – Borsa Istanbul
9. Marocco Costa d'Avorio – BRVM[8]
10. Romania – Bucharest Stock Exchange
11. Ungheria – Budapest Stock Exchange
12. Cipro – Cyprus Stock Exchange
13. Germania – Deutsche Börse AG
14. Emirati Arabi Uniti – Dubai Financial Market
15. Paesi Bassi – Euronext[3]
16. Iran – Iran Fara Bourse Securities Exchange
17. Irlanda – Irish Stock Exchange[9]
18. Sudafrica – Johannesburg Stock Exchange
19. Kazakistan – Kazakhstan Stock Exchange
20. Slovenia – Ljubljana Stock Exchange
21. Regno Unito – LSE Group[4]
22. Lussemburgo – Luxembourg Stock Exchange
23. Malta – Malta Stock Exchange
24. Russia – Moscow Exchange
25. Oman – Muscat Securities Market
26. Namibia – Namibian Stock Exchange
27. Svezia – Nasdaq Nordic Exchanges[6]
28. Nigeria – Nigerian Stock Exchange
29. Norvegia – Oslo Bors
30. Palestina – Palestine Exchange
31. Qatar – Qatar Stock Exchange
32. Arabia Saudita – Saudi Stock Exchange (Tadawul)
33. Svizzera – SIX Swiss Exchange
34. Mauritius – Stock Exchange of Mauritius
35. Iran – Tehran Stock Exchange
36. Israele – Tel-Aviv Stock Exchange
37. Egitto – The Egyptian Exchange
38. Seychelles – MERJ Exchange
39. Tunisia – Tunis Stock Exchange
40. Ucraina – Ukrainian Exchange
41. Polonia – Borsa di Varsavia
42. Austria – Wiener Borse
43. Croazia – Zagreb Stock Exchange

## Altre borse e mercati
Altre borse e mercati membri e affiliati del WFE:
1. Stati Uniti – Cboe Global Markets
2. Cina – China Financial Futures Exchange
3. Cina – China Securities Depository and Clearing Corporation
4. Stati Uniti – CME Group
5. Cina – Dalian Commodity Exchange
6. Stati Uniti – Depository Trust & Clearing Corporation
7. Paesi Bassi – EuroCCP
8. Stati Uniti – IntercontinentalExchange
9. Kenya – Nairobi Securities Exchange
10. Stati Uniti – Options Clearing Corporation
11. Cina – Shanghai Futures Exchange
12. Taiwan – Taiwan Futures Exchange
13. Cina – Zhengzhou Commodity Exchange

1. Cile – Bolsa Electronica de Chile (BEC)
2. Botswana – Botswana Stock Exchange
3. Kuwait – Boursa Kuwait
4. Isole Cayman – Cayman Islands Stock Exchange
5. Tanzania – Dar es Salam Stock Exchange
6. Emirati Arabi Uniti – Dubai Gold & Commodities Exchange
7. Curaçao – Dutch Caribbean Securities Exchange (DCSX)
8. Nigeria – FMDQ OTC Securities Exchange
9. Indonesia – Indonesia Commodity & Derivatives Exchange (ICDX)
10. Iran – Iran Fara Bourse Securities Exchange (Farabourse)
11. Iran – Iran Mercantile Exchange
12. Giamaica – Jamaica Stock Exchange
13. Stati Uniti – MIAX Options
14. India – Multi Commodity Exchange of India
15. Australia – National Stock Exchange of Australia
16. Nepal – Nepal Stock Exchange Limited
17. Papua Nuova Guinea – Port Moresby Stock Exchange
18. Russia – St. Petersburg International Mercantile Exchange (SPIMEX)
19. Argentina – Rosario Futures Exchange (ROFEX)
20. Guernsey – The International Stock Exchange (TISE)